# Міндаугас Калонас
Міндаугас Калонас (лит. Mindaugas Kalonas; 28 лютого 1984, Вільнюс, Литовська РСР, СРСР) — литовський футболіст, півзахисник клубу «Сіоні».

## Біографія
Міндаугас Калонас народився у Вільнюсі. Вихованець місцевого клубу «Жальгіріс». У 2002 році у віці 18 років перейшов у російський клуб «Динамо» (Москва), в якому зіграв за дубль 22 матчі і забив 4 голи. Потім грав за дубль «Рубіна» — 32 ігри, 5 голів. Проходив перегляд у португальському клубі «Брага».
Пізніше відправився в латвійський клуб «Металургс» (Лієпая), в якому у 2005 році став чемпіоном Латвії, а у 2006 — володарем Кубка Латвії. У 2007 році знову повернувся в Росію, в клуб «Кубань», але там в основному грав за дубль, провівши за першу команду лише один матч.
Потім перейшов в латвійський клуб «Рига». Граючи за «Ригу» в розіграші Кубка Інтертото, звернув на себе увагу ірландського клубу «Богеміанс», який вирішив його придбати влітку 2008 року. За півроку він став одним з лідерів команди, провівши 12 матчів і забивши 6 голів. За підсумками сезону завоював титул чемпіона Ірландії, а його гол у післяматчевій серії пенальті приніс команді Кубок Ірландії.
Взимку 2009 року перейшов у запорізький «Металург». Всього за «Металург» він провів 31 матч і забив 1 гол в чемпіонаті України, в Кубку провів 1 матч. Також зіграв у 10 матчах молодіжної першості України. На початку 2011 року побував на перегляді в лієпайському «Металургсі».
Влітку 2012 року перейшов в польський «ОКС Стоміл». У команді взяв 8 номер.
У січні 2013 року перебрався у Азербайджан, де виступав за «Ряван», «Баку» та «Сімург».
10 червня 2014 року Калонас приєднався ізраїльського «Хапоеля» (Хайфа) за контрактом на два роки. Проте зігравши тільки шість місяців в Ізраїлі, Міндаугас повернувся до Латвії, підписавши контракт з терміном на один рік зі «Сконто». В червні 2015 року покинув клуб і на правах вільного агента знову став гравцем азербайджанського «Рявана», але вже в серпні 2015 року, так і не зігравши жодного матчу, покинув клуб після того як тренер Емін Гулієв був незадоволений його підготовкою.
У вересні 2015 року підписав контракт з клубом другого ізраїльського дивізіону «Хапоель» (Назарет-Ілліт).
У лютому 2016 року повернувся на батьківщину і підписав контракт з «Жальгірісом» (Каунас), але вже влітку знову став легіонером, приєднавшись до грузинського «Сіоні».

## Досягнення
«Металургс» (Лієпая)
- Чемпіон Латвії: 2005
- Володар Кубка Латвії: 2006
- Переможець Балтійської ліги: 2007

Богеміанс " (Дублін)
- Чемпіон Ірландії: 2008
- Володар Кубка Ірландії: 2008

Особисті
- Футболіст року в Литві: 2013[11]